# Юрт-Ауховская мечеть
Юрт-Ауховская мечеть (чечен. Ширча-Юртар  маьждиг) — самая старая мечеть в селении Калининаул (Юрт-Аух) Казбековского района. Основана местными жителями в 1904 году, является памятником архитектуры Ауха.

## История

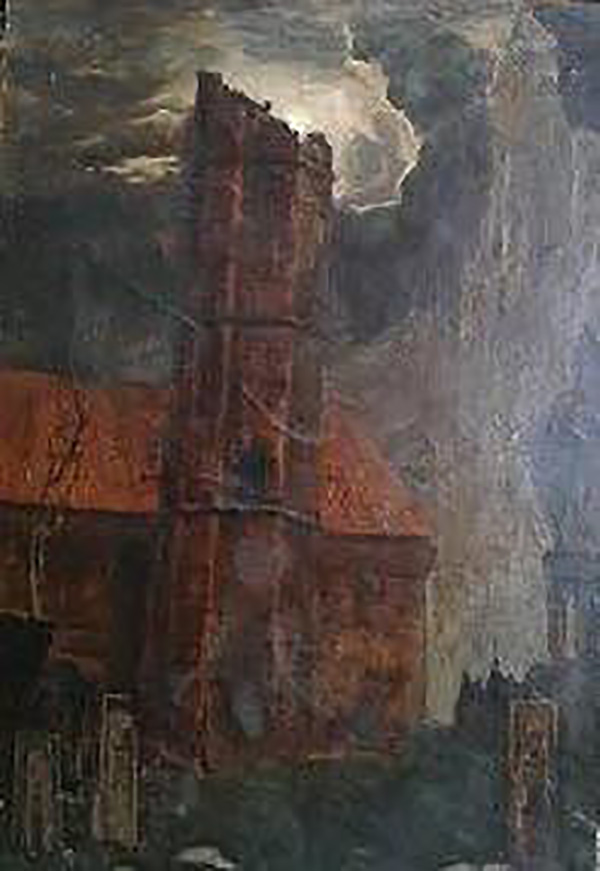
Разрушенная мечеть в Юрт-Аухе 1989 г. Автор художник Хасан Автиев

Действующая чеченская мечеть в старинной части села Юрт-Аух, известна как памятник архитектуры XX века. По рассказам краеведов, она была возведена на месте старой ветхой саманной мечети. Целесообразность её реконструкции назрела в связи с ростом числа населения селения, когда старая мечеть уже не могла вмещать всех верующих, так что строительство нового здания оказалось необходимостью для обновления старого здания.
По договору местные жители привлекли наёмных мастеров. Кирпичные блоки изготавливались из крупных песчаных камней, доставлявшихся на телегах, запряжённых лошадьми, с подножий горы Гебек-Кале. Камни доставлялись по одному и шлифовали на месте. В качестве раствора для связки блоков-камней применялся известковый раствор. В него добавляли специальную смесь из желтков, что многократно увеличивало связку микрочастиц раствора, придавая постройке прочность монолита.
Юрт-Ауховская мечеть построена по направления к Каабе святыне мусульман. Углы мечети  ориентированы по сторонам света. Над мечетью высится минарет облицованный белым кирпичом для совершения азана, верхний этаж украшен арочными окнами,  венчает его серебристый купол и шпиль с изображением полумесяца. 

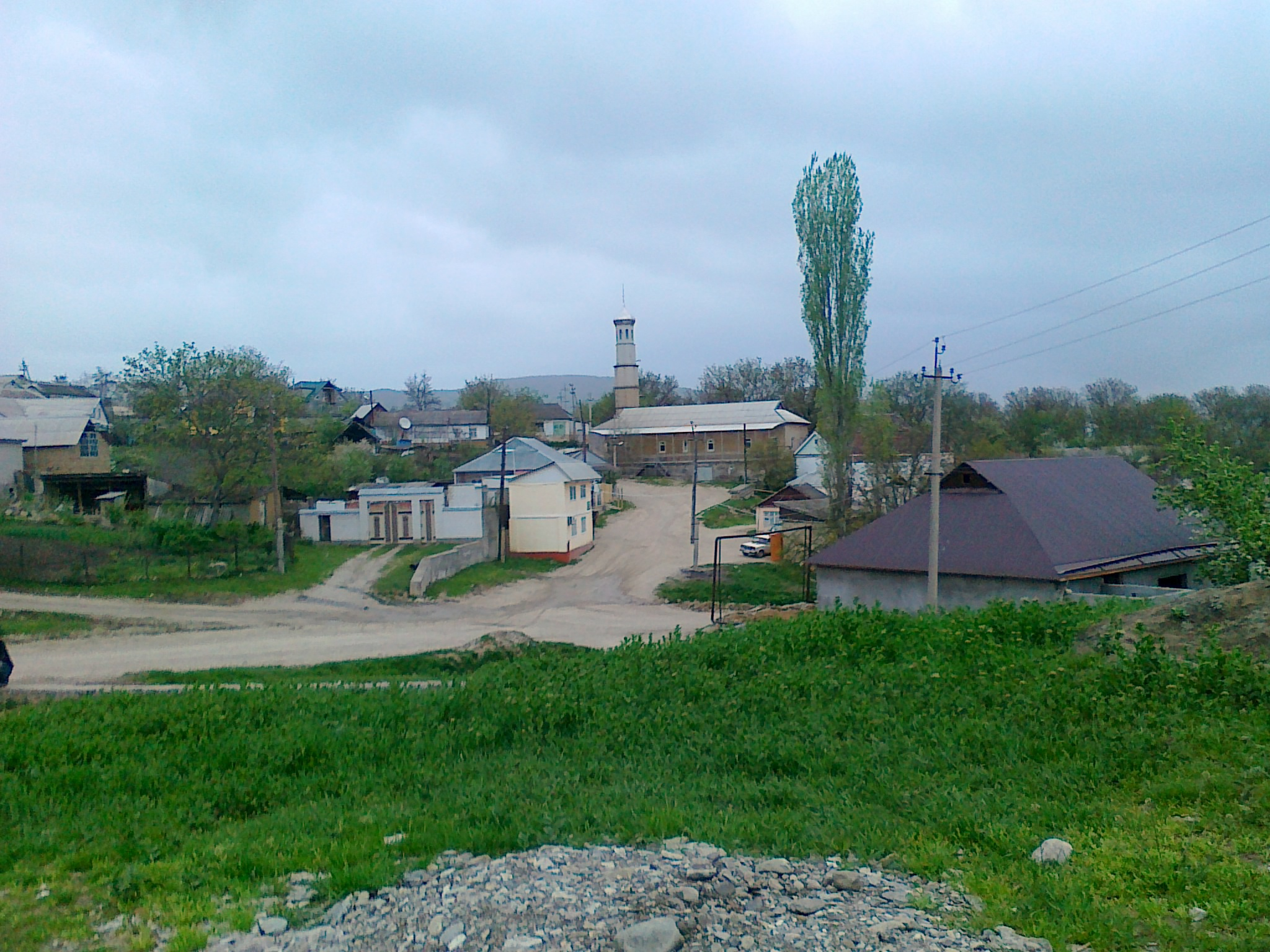
Общий вид мечети

В честь жителей села, внёсших наиболее значительный вклад в возведении мечети, обработали именные блоки. На расписанных различными узорами блоках эти имена высечены с применением арабского алфавита.
Мечеть имеет ступенчатые два главных входа. Над одним из них высечены лошадь и человек, убивающий саблей змею, а на арке второго входа изображена Звезда Давида и образ льва.